# Kondor hadművelet
A Kondor hadművelet (portugálul: Operação Condor, spanyolul: Operación Cóndor) titkosszolgálati eszközökkel és puccsokkal végrehajtott politikai beavatkozás volt Dél-Amerikában 1975 és 1983 között. Az Egyesült Államok által is támogatott hat katonai diktatúra – Argentína, Bolívia, Brazília, Chile, Paraguay és Uruguay titkosszolgálatainak összehangolt szövetségét jelentette. Formálisan 1975 novemberében jött létre, amikor Augusto Pinochet kémfőnöke 50 hírszerző tisztet hívott össze Santiagóba.
A Kondor során a titkosszolgálatok együttműködve kerestek fel sok ezer baloldali csoportokhoz köthető, vagy kötődéssel meggyanúsított személyt, akiket bebörtönöztek, kihallgattak, megkínoztak és titokban kivégeztek, de sokan közülük szimplán csak eltűntként lettek nyilvántartva. Azok a személyek se voltak biztonságban, akiknek valamilyen módon sikerült elmenekülniük a saját országuk titkosszolgálatai elől, mert a Kondorban szerepet vállaló országokban is letartóztatták, megkínozták, majd visszaküldték őket, ahol kivégzés várt rájuk. A titkosügynökök nem csak Latin-Amerikában voltak aktívak, hanem az Egyesült Államok és számos európai ország területén is. A halálos áldozatok magas száma mellett több százezeren kerültek börtönbe politikai fogolyként. A hadművelet csúcsidőszaka 1975 és 1978 közé tehető, amikor 35 ezer embert gyilkoltak meg, sokukat nyom nélkül eltüntetve.
Titkos jellege miatt nincsenek pontos adatok a halálos áldozatok számát illetően és csak becsélesekre lehet hagyatkozni, miszerint legalább 60 ezer ember esett áldozatul a politikai elnyomásnak. A gyilkosságok nagyjából felét minden bizonnyal egyetlen országban, Argentínában követték el. Habár a Kondor célja alapvetően a kommunizmus és baloldali mozgalmak elleni fellépés volt, az áldozatok között voltak emberjogi aktivisták, írók, papok, diákok, értelmiségiek, újságírók. 
A Chile és Argentína közötti feszültség fokozódásával és Argentínának a falklandi háborúban a brit hadseregtől elszenvedett veresége miatt az argentin junta 1983-ban megbukott, ami egyben több dél-amerikai diktatúra bukásához is vezetett. Az argentin junta bukását a Kondor hadművelet végének tekintik.